# Leptaulax pacholatkoi
Leptaulax pacholatkoi es una especie de coleóptero de la familia Passalidae.

## Distribución geográfica
Habita en Vietnam.